# Viola hemsleyana
Viola hemsleyana är en violväxtart som beskrevs av G. Calderón de Rzedowski. Viola hemsleyana ingår i släktet violer, och familjen violväxter. Inga underarter finns listade i Catalogue of Life.